# Nor Gyugh
Nor Gyugh (en arménien Նոր Գյուղ) est une communauté rurale du marz de Kotayk, en Arménie. Elle compte 1 411 habitants en 2008.